# Olympique Gymnaste Club de Nice Côte d'Azur 2016-2017
Questa voce raccoglie le informazioni riguardanti l'Olympique Gymnaste Club de Nice Côte d'Azur nelle competizioni ufficiali della stagione 2016-2017.

## Stagione

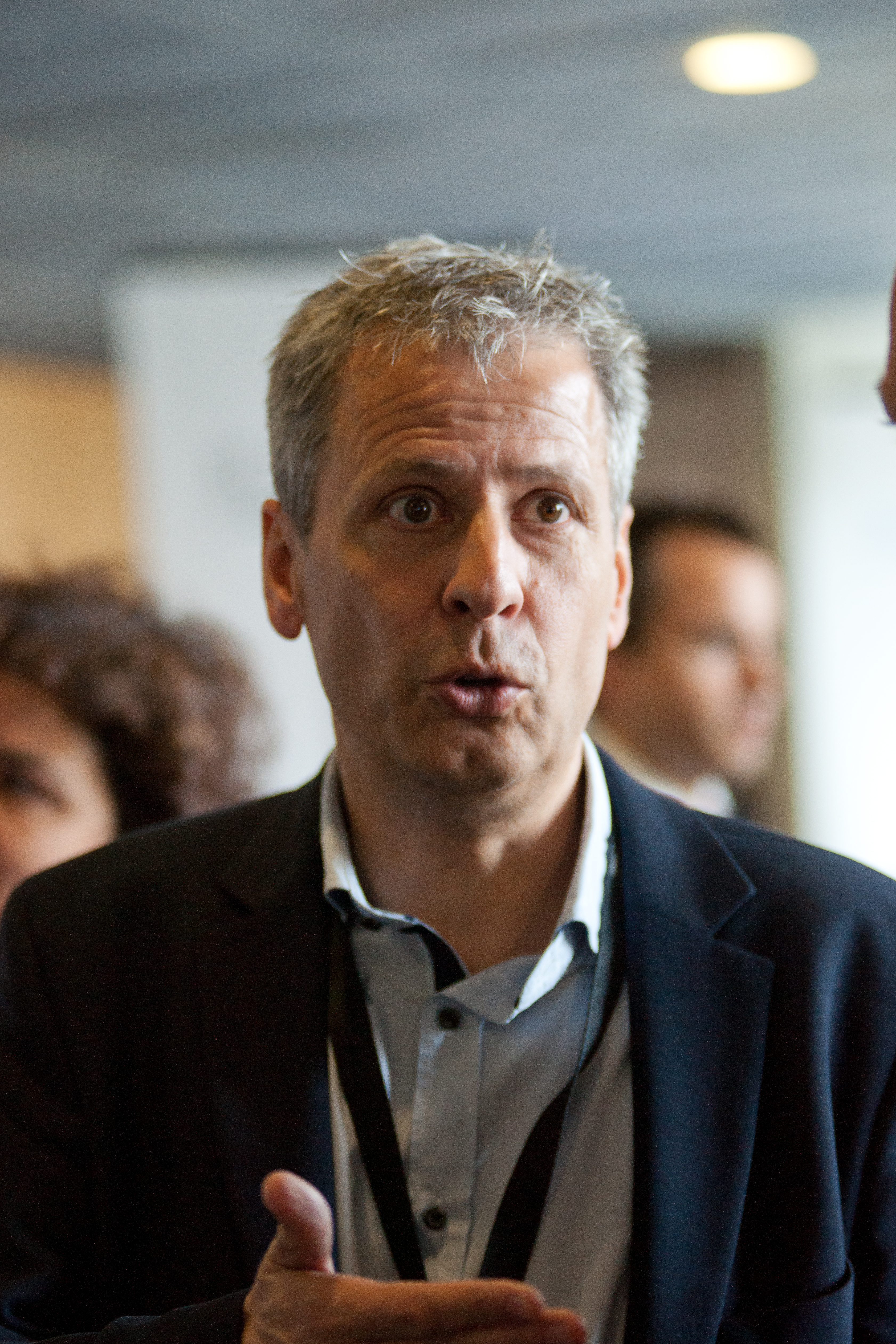
Lucien Favre prende il posto di Puel sulla panchina nizzarda.

Raggiunta la quarta posizione in campionato per la seconda volta in quattro anni nei quali fu in panchina, l'allenatore Claude Puel non rinnova il contratto e decide di dimettersi dalla guida dei nizzardi. Al suo posto la società assume lo svizzero Lucien Favre, che ha allenato per quattro stagioni i tedeschi del Borussia Mönchengladbach. La sessione estiva di calciomercato porta nella Costa Azzurra i giovani Valentin Eysseric dal Saint-Étienne, Wylan Cyprien dal Lens, Anastasios Donis dalla Juventus (in prestito con diritto di riscatto), Saïd Benrahma dall'Angers e Walter Benítez dal Quilmes (nel campionato argentino), oltre all'esperto Paul Baysse (riscattato dal Saint-Étienne). Non mancano le cessioni, tra le quali quelle degli attaccanti Valère Germain (di ritorno dal prestito al Monaco) e Hatem Ben Arfa (passato al Paris SG), e del difensore Nampalys Mendy al Leicester City di Claudio Ranieri. Nel mese di agosto firma per gli aquilotti anche il difensore esperto del Bayern Monaco Dante, che oltretutto è stato già allenato da Favre nella stagione 2011-2012 con il Borussia Mönchengladbach, oltre all'italiano Mario Balotelli che nelle ultime ore di mercato viene prelevato dal Liverpool a titolo definitivo. Ritorna in Ligue 1 e stavolta con la maglia rossonera anche il campione di Francia nel 2012 con il Montpellier Younès Belhanda.
Buona la prima in campionato di Favre con la vittoria di misura sul Rennes in casa amica: i padroni di casa passano in vantaggio al 60' con Malang Sarr (per il difensore diciassettenne questa corrisponde alla prima partita tra i professionisti) che ha sfruttato l'assist di Jean Seri, regalando i primi tre punti ai nizzardi. Positive anche le due successive partite di campionato che permettono ai rossoneri di terminare il mese di agosto al primo posto in campionato a pari merito di Guingamp e Monaco. I buoni risultati continuano, dapprima nel derby contro il Marsiglia con una vittoria per 3-2 grazie alle reti di Mario Balotelli (doppietta di cui una su rigore) e di Wylan Cyprien, per poi battere nel derby della Costa Azzurra i rivali del Monaco per 4-0 con doppietta di Balotelli, rete di Paul Baysse e di Alassane Pléa, soffiando proprio la squadra del Principato il primato in campionato. Inoltre la squadra di Favre rimane imbattuta nelle prime dieci partite di Ligue 1.

## Maglie e sponsor
Lo sponsor tecnico per la stagione 2016-2017 è Mutuelles du soleil, mentre lo sponsor ufficiale è Macron. Le divise rispecchiano quello che da anni è diventato il marchio distintivo delle collezioni Macron, ovvero la continua ricerca di nuove soluzioni tecniche: l’esaltazione del concetto fashion che appartiene alla tradizione italiana ed infine il rispetto della storia e delle tradizioni dei club che si legano all’azienda bolognese. La nuova maglia casalinga è caratterizzata da una serie di righe verticali, in stampa sublimatica, alternate rosse e nere; ha una vestibilità slim e presenta alcuni dettagli tecnici per il miglioramento della traspirabilità, come gli inserti in mesh. Il collo a polo e i polsini delle maniche sono realizzati in maglieria. Il backneck è personalizzato e presenta la scritta OGC Nice, mentre sul retro del collo troviamo ricamata la scritta “Issa Nissa”; sul petto è presente il logo del club. La divisa esterna invece è di colore bianco, con alcuni inserti rossi e neri presenti nel colletto, nei polsini delle maniche realizzati in maglieria e nelle sezioni laterali della maglia. Entrambe le divise hanno una vestibilità slim e presentano inserti in mesh per il miglioramento della traspirabilità. Il collo a polo è in maglieria e nel retro presenta la scritta ricamata “Issa Nissa”. Sul petto lato cuore troviamo il logo del Club embossato. Inoltre durante la presentazione è stata vestita con la nuova collezione anche la statua di Apollo in Place Massèna.
Per la prima giornata di Ligue 1 tutti i giocatori (sia quelli del Nizza che dell'avversario Rennes), l'arbitro e i suoi collaboratori indossano una maglia bianca durante il riscaldamento, dove è raffigurato un cuore con i nomi delle 85 vittime dell'attentato terrostistico avvenuto il 14 luglio proprio a Nizza. Le stesse maglie al termine della partita vengono messe all'asta e il ricavato viene donato ai famigliari delle vittime. E non finisce qui: il club francese, infatti, ha chiesto a tutti i propri sostenitori di vestirsi di bianco per la partita, mentre sarà osservato un minuto di silenzio durante l'ingresso in campo dei giocatori. Inoltre sempre per omaggio al 85 ° minuto della medesima partita viene proiettato sullo schermo dello stadio un tributo alle 85 vittime: un gesto che sarà ripetuto in ogni partita casalinga della società nizzarda di questa stagione.
| Casa | Trasferta |

## Organigramma societario
Il 10 giugno 2016 il presidente Jean-Pierre Rivère annuncia la cessione dell'80% del capitale azionario a un consorzio formato da investitori cinesi e americani, più precisamente a Chien Lee (presidente della NewCity Capital e cofondatore del Plateno Hotel Group), Alex Zheng (fondatore del Plateno Hotel Group), Paul Conway (rappresentante della società Pacific Media Group) e Elliot Hayes (investitore e consigliere di diverse società private). Rivère (che detiene il 20% del capitale) e il direttore generale Fournier rimangono comunque a capo della società.
Area direttiva
- Presidente: Jean-Pierre Rivère
- Direttore generale: Julien Fournier
- Direttore generale amministrazione e finanze: Sébastien Collin
- Direttore centro di formazione: Alain Wathelet

Area organizzativa
- Direttore della sicurezza: Samuel Guillardeau

Area comunicazione
- Direttore della comunicazione e delle relazioni esterne: Virginie Rossetti
- Ufficio stampa: Laurent Oreggia

Area marketing
- Direttore marketing: Richard Elkaim

Area reclutamento
- Reclutatore: Serge Recordier
- Responsabile del reclutamento: Franck Sale

Area tecnica
- Direttore sportivo: Olivier Dall'Aglio
- Allenatore: Lucien Favre
- Allenatore in seconda: Frédéric Gioria, Adrian Ursea, Guy Mengual
- Preparatore dei portieri: Lionel Letizi
- Preparatori atletici: Alexandre Dellal, Bernard Cora, Emmanuel Vallance

Area sanitaria
- Medico sociale: Jean-Philippe Gilari
- Massaggiatori: Philippe Boulon, Rémy Garcia

## Rosa

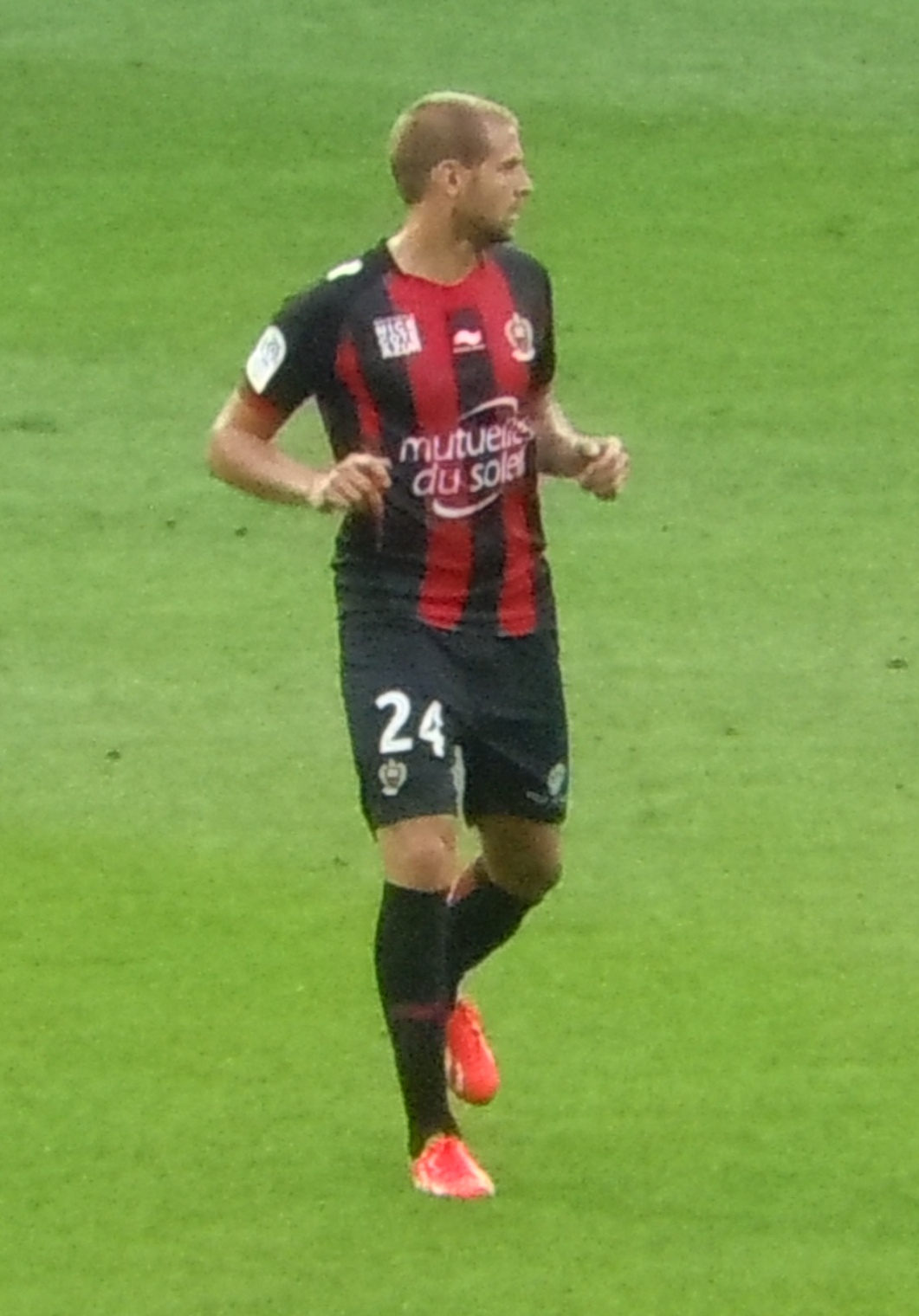
Mathieu Bodmer, vice-capitano dei nizzardi nella stagione 2016-2017.

Rosa, numerazione e ruoli tratti dal sito web ufficiale della società.
| N. |                           | Ruolo | Calciatore             |
| -- | ------------------------- | ----- | ---------------------- |
| 1  | Francia (bandiera)        | P     | Mouez Hassen           |
| 2  | Francia (bandiera)        | D     | Arnaud Souquet         |
| 3  | Francia (bandiera)        | D     | Gautier Lloris         |
| 4  | Francia (bandiera)        | D     | Paul Baysse (capitano) |
| 5  | Senegal (bandiera)        | D     | Kévin Gomis            |
| 5  | Francia (bandiera)        | C     | Younès Belhanda        |
| 6  | Costa d'Avorio (bandiera) | C     | Jean Seri              |
| 7  | Belgio (bandiera)         | C     | Julien Vercauteren     |
| 8  | Francia (bandiera)        | C     | Arnaud Lusamba         |
| 9  | Italia (bandiera)         | A     | Mario Balotelli        |
| 10 | Francia (bandiera)        | A     | Mickaël Le Bihan       |
| 11 | Algeria (bandiera)        | A     | Saïd Benrahma          |
| 11 | Tunisia (bandiera)        | A     | Bassem Srarfi          |
| 12 | Madagascar (bandiera)     | C     | Albert Rafetraniaina   |
| 13 | Francia (bandiera)        | C     | Valentin Eysseric      |
| 14 | Francia (bandiera)        | A     | Alassane Pléa          |
| 15 | Francia (bandiera)        | D     | Lucas Rougeaux         |
| 15 | Francia (bandiera)        | D     | Patrick Burner         |
| 16 | Francia (bandiera)        | P     | Simon Pouplin          |
| 18 | Francia (bandiera)        | C     | Rémi Walter            |

| N. |                       | Ruolo | Calciatore            |
| -- | --------------------- | ----- | --------------------- |
| 19 | Francia (bandiera)    | A     | Bryan Constant        |
| 20 | Francia (bandiera)    | D     | Maxime Le Marchand    |
| 21 | Portogallo (bandiera) | D     | Ricardo Pereira       |
| 22 | Grecia (bandiera)     | A     | Anastasios Donis      |
| 23 | Francia (bandiera)    | A     | Alexy Bosetti         |
| 24 | Francia (bandiera)    | D     | Mathieu Bodmer        |
| 24 | Marocco (bandiera)    | C     | Mounir Obbadi         |
| 25 | Francia (bandiera)    | C     | Wylan Cyprien         |
| 26 | Francia (bandiera)    | C     | Vincent Koziello      |
| 27 | Francia (bandiera)    | A     | Dorian Caddy          |
| 28 | Francia (bandiera)    | D     | Olivier Boscagli      |
| 29 | Brasile (bandiera)    | D     | Dalbert               |
| 30 | Francia (bandiera)    | P     | Yoan Cardinale        |
| 31 | Brasile (bandiera)    | D     | Dante                 |
| 33 | Francia (bandiera)    | C     | Vincent Marcel        |
| 34 | Francia (bandiera)    | D     | Malang Sarr           |
| 36 | Francia (bandiera)    | C     | Romain Perraud        |
| 37 | Francia (bandiera)    | D     | Joakim Balmy          |
| 39 | Francia (bandiera)    | A     | Hicham Mahou          |
| 40 | Argentina (bandiera)  | P     | Walter Daniel Benítez |

## Calciomercato

### Sessione estiva(dal 09/06 al 31/08)
| Acquisti | Acquisti             | Acquisti             | Acquisti                   |
| R.       | Nome                 | da                   | Modalità                   |
| -------- | -------------------- | -------------------- | -------------------------- |
| P        | Walter Benítez       |                      | svincolato                 |
| D        | Paul Baysse          | Saint-Étienne        | riscatto cartellino        |
| D        | Dalbert              | Vitória Guimarães    | definitivo (2 milioni €)   |
| D        | Dante                | Wolfsburg            | definitivo (2,5 milioni €) |
| D        | Lucas Rougeaux       | Boulogne             | fine prestito              |
| D        | Arnaud Souquet       | Digione              | definitivo                 |
| C        | Younès Belhanda      | Dynamo Kiev          | prestito                   |
| C        | Wylan Cyprien        | Lens                 | definitivo                 |
| C        | Valentin Eysseric    | Saint-Étienne        | fine prestito              |
| C        | Arnaud Lusamba       | Nancy                | definitivo                 |
| C        | Albert Rafetraniaina | Red Star             | fine prestito              |
| C        | Julien Vercauteren   | Westerlo             | fine prestito              |
| A        | Mario Balotelli      | Liverpool            | definitivo                 |
| A        | Saïd Benrahma        | Angers               | fine prestito              |
| A        | Bryan Constant       | Fréjus Saint-Raphaël | fine prestito              |
| A        | Anastasios Donis     | Juventus             | prestito                   |

| Cessioni | Cessioni                 | Cessioni         | Cessioni                    |
| R.       | Nome                     | a                | Modalità                    |
| -------- | ------------------------ | ---------------- | --------------------------- |
| D        | Romain Genevois          | Caen             | definitivo                  |
| D        | Kévin Gomis              |                  | svincolato                  |
| C        | Jonathan Correia         | Guingamp         | definitivo                  |
| C        | Hatem Ben Arfa           |                  | svincolato                  |
| C        | Niklas Hult              | Panathinaikos    | definitivo (300.000 €)      |
| C        | Wallyson Mallmann        | Sporting Lisbona | fine prestito               |
| C        | Nampalys Mendy           | Leicester City   | definitivo (15,5 milioni €) |
| C        | Jérémy Pied              |                  | svincolato                  |
| C        | Stéphan Raheriharimanana |                  | svincolato                  |
| C        | Mahamane El-Hadji Traoré |                  | svincolato                  |
| A        | Dorian Caddy             | Clermont Foot    | prestito                    |
| A        | Valère Germain           | Monaco           | fine prestito               |
| A        | Franck Honorat           | Sochaux          | prestito                    |
| A        | Alexandre Mendy          |                  | svincolato                  |

### Sessione invernale(dal 01/01 al 31/01)
| Acquisti | Acquisti      | Acquisti      | Acquisti   |
| R.       | Nome          | da            | Modalità   |
| -------- | ------------- | ------------- | ---------- |
| C        | Mounir Obbadi | Nizza         | definitivo |
| A        | Bassem Srarfi | Club Africain | definitivo |

| Cessioni | Cessioni           | Cessioni        | Cessioni   |
| R.       | Nome               | a               | Modalità   |
| -------- | ------------------ | --------------- | ---------- |
| P        | Mouez Hassen       | Southampton     | prestito   |
| D        | Mathieu Bodmer     |                 | svincolato |
| C        | Julien Vercauteren |                 | svincolato |
| A        | Saïd Benrahma      | Gazélec Ajaccio | prestito   |

## Risultati

### Ligue 1

#### Girone d'andata
| Arbitro: | Gautier |

|          |           |  |
| Sarr 60’ | Marcatori |  |

| Arbitro: | Miguelgorry |

|  |           |         |
|  | Marcatori | 4’ Pléa |

| Arbitro: | Letexier |

|             |           |           |
| Koziello 3’ | Marcatori | 27’ Béria |

| Arbitro: | Schneider |

|                                      |           |                              |
| Balotelli 7’ (rig.), 78’ Cyprien 87’ | Marcatori | 14’ Thauvin 73’ (rig.) Gomis |

| Arbitro: | Jaffredo |

|                      |           |              |
| Boudebouz 67’ (rig.) | Marcatori | 85’ Belhanda |

| Arbitro: | Bastien |

|                                        |           |  |
| Baysse 17’ Balotelli 30’, 68’ Pléa 86’ | Marcatori |  |

| Arbitro: | Gautier |

|  |           |          |
|  | Marcatori | 61’ Pléa |

| Arbitro: | Buquet |

|                                   |           |               |
| Ricardo Pereira 11’ Balotelli 86’ | Marcatori | 61’ Moukandjo |

| Arbitro: | Buquet |

|                    |           |  |
| Baysse 5’ Seri 76’ | Marcatori |  |

| Arbitro: | Letexier |

|                         |           |                                         |
| Mandjeck 25’ Diallo 69’ | Marcatori | 12’, 38’ (rig.), 84’ Pléa 90+2’ Cyprien |

| Arbitro: | Moreira |

|                                         |           |          |
| Cyprien 10’, 65’ Balotelli 26’ Pléa 61’ | Marcatori | 48’ Sala |

| Arbitro: | Hamel |

|                    |           |  |
| Santini 42’ (rig.) | Marcatori |  |

| Arbitro: | Schneider |

|  |           |              |
|  | Marcatori | 63’ Eysseric |

| Arbitro: | Jaffredo |

|          |           |              |
| Pléa 11’ | Marcatori | 60’ Crivelli |

| Arbitro: | Millot |

|  |           |             |
|  | Marcatori | 5’ Belhanda |

| Arbitro: | Lesage |

|                                |           |  |
| Pléa 23’ Belhanda 26’ Seri 65’ | Marcatori |  |

| Arbitro: | Turpin |

|                 |           |                        |
| Cavani 46’, 60’ | Marcatori | 32’ Cyprien 45+3’ Pléa |

| Arbitro: | Millot |

|                           |           |                    |
| Balotelli 32’ (rig.), 50’ | Marcatori | 37’ (rig.) Tavares |

| Bordeaux 21 dicembre 2016, ore 20:50 CET 19ª giornata | Bordeaux | 0 – 0 referto | Nizza | Stade Matmut-Atlantique (27.614 spett.)\| Arbitro: \| Lesage \| |
| Arbitro:                                              | Lesage   |               |       |                                                                 |

#### Girone di ritorno
| Nizza 14 gennaio 2017, ore 20:00 CET 20ª giornata | Nizza  | 0 – 0 referto | Metz | Allianz Riviera (21.502 spett.)\| Arbitro: \| Varela \| |
| Arbitro:                                          | Varela |               |      |                                                         |

| Arbitro: | Turpin |

|              |           |             |
| Oniangué 15’ | Marcatori | 33’ Souquet |

| Arbitro: | Miguelgorry |

|                                 |           |            |
| Pléa 11’ Seri 38’ Balotelli 87’ | Marcatori | 63’ Briand |

| Arbitro: | Bastien |

|                             |           |  |
| Germain 47’ Falcao 60’, 81’ | Marcatori |  |

| Arbitro: | Delerue |

|            |           |  |
| Cyprien 7’ | Marcatori |  |

| Arbitro: | Hamel |

|                       |           |                        |
| Amalfitano 7’ Sio 21’ | Marcatori | 59’ Donis 81’ Eysseric |

| Arbitro: | Chapron |

|  |           |             |
|  | Marcatori | 15’ Cyprien |

| Arbitro: | Schneider |

|                   |           |           |
| Le Bihan 68’, 86’ | Marcatori | 9’ Mounié |

| Arbitro: | Varela |

|  |           |             |
|  | Marcatori | 69’ Cyprien |

| Arbitro: | Letexier |

|                         |           |                         |
| Balotelli 70’ Donis 77’ | Marcatori | 36’ Santini 49’ Karamoh |

| Arbitro: | Millot |

|          |           |          |
| Sala 22’ | Marcatori | 27’ Seri |

| Arbitro: | Bastien |

|                                   |           |            |
| Balotelli 16’ (rig.) Eysseric 27’ | Marcatori | 9’ Laborde |

| Arbitro: | Delerue |

|            |           |                    |
| Amadou 14’ | Marcatori | 17’, 45’ Balotelli |

| Arbitro: | Lesage |

|                                   |           |          |
| Le Bihan 36’ Seri 52’ (rig.), 85’ | Marcatori | 26’ Dalé |

| Arbitro: | Schneider |

|          |           |              |
| Jean 57’ | Marcatori | 60’ Eysseric |

| Arbitro: | Buquet |

|                                               |           |                |
| Balotelli 26’ Ricardo Pereira 48’ Donis 90+2’ | Marcatori | 64’ Marquinhos |

| Arbitro: | Gautier |

|                    |           |               |
| Gomis 21’ Evra 66’ | Marcatori | 50’ Balotelli |

| Arbitro: | Lesage |

|  |           |                              |
|  | Marcatori | 36’ N'Doye 90+3’ Toko Ekambi |

| Arbitro: | Miguelgorry |

|                                           |           |                           |
| Le Marchand 10’ (aut.) Lacazette 48’, 78’ | Marcatori | 15’, 69’ Donis 90+4’ Seri |

### Coupe de France

#### Fase a eliminazione diretta
| Arbitro: | Thual |

|                           |           |          |
| Aliadière 71’ Mesloub 75’ | Marcatori | 43’ Pléa |

### Coupe de la Ligue

#### Fase a eliminazione diretta
| Arbitro: | Letexier |

|                             |           |                               |
| Plašil 14’ Laborde 22’, 55’ | Marcatori | 42’ Pléa 83’ (rig.) Balotelli |

### Europa League

#### Fase a gironi
| Arbitro: | Mallenco |

|  |           |          |
|  | Marcatori | 75’ Baba |

| Arbitro: | Bebek |

|                                                     |           |                           |
| Smolov 22’ Joãozinho 33’, 65’ (rig.) Ari 86’, 90+3’ | Marcatori | 43’ Balotelli 71’ Cyprien |

| Arbitro: | Aranovsky |

|  |           |          |
|  | Marcatori | 13’ Pléa |

| Arbitro: | Göçek |

|  |           |                   |
|  | Marcatori | 72’, 73’ Hee-Chan |

| Arbitro: | Aghayev |

|                                 |           |  |
| Konopljanka 14’ Aogo 80’ (rig.) | Marcatori |  |

| Arbitro: | Schärer |

|                             |           |            |
| Bosetti 64’ Le Marchand 77’ | Marcatori | 52’ Smolov |

## Statistiche

### Statistiche di squadra
| Competizione      | Punti | In casa | In casa | In casa | In casa | In casa | In casa | In trasferta | In trasferta | In trasferta | In trasferta | In trasferta | In trasferta | Totale | Totale | Totale | Totale | Totale | Totale | DR  |
| Competizione      | Punti | G       | V       | N       | P       | Gf      | Gs      | G            | V            | N            | P            | Gf           | Gs           | G      | V      | N      | P      | Gf     | Gs     | DR  |
| ----------------- | ----- | ------- | ------- | ------- | ------- | ------- | ------- | ------------ | ------------ | ------------ | ------------ | ------------ | ------------ | ------ | ------ | ------ | ------ | ------ | ------ | --- |
| Ligue 1           | 78    | 19      | 14      | 4       | 1       | 39      | 16      | 19           | 8            | 8            | 3            | 24           | 20           | 38     | 22     | 12     | 4      | 63     | 36     | +27 |
| Coupe de France   | -     | -       | -       | -       | -       | -       | -       | 1            | 0            | 0            | 1            | 1            | 2            | 1      | 0      | 0      | 1      | 1      | 2      | -1  |
| Coupe de la Ligue | -     | -       | -       | -       | -       | -       | -       | 1            | 0            | 0            | 1            | 2            | 3            | 1      | 0      | 0      | 1      | 2      | 3      | -1  |
| Europa League     | -     | 3       | 1       | 0       | 2       | 2       | 4       | 3            | 1            | 0            | 2            | 3            | 7            | 6      | 2      | 0      | 4      | 5      | 11     | -6  |
| Totale            | -     | 22      | 15      | 4       | 3       | 41      | 20      | 24           | 9            | 8            | 7            | 30           | 32           | 46     | 24     | 12     | 10     | 71     | 52     | +19 |

### Andamento in campionato
| Giornata  | 1 | 2 | 3 | 4 | 5 | 6 | 7 | 8 | 9 | 10 | 11 | 12 | 13 | 14 | 15 | 16 | 17 | 18 | 19 | 20 | 21 | 22 | 23 | 24 | 25 | 26 | 27 | 28 | 29 | 30 | 31 | 32 | 33 | 34 | 35 | 36 | 37 | 38 |
| --------- | - | - | - | - | - | - | - | - | - | -- | -- | -- | -- | -- | -- | -- | -- | -- | -- | -- | -- | -- | -- | -- | -- | -- | -- | -- | -- | -- | -- | -- | -- | -- | -- | -- | -- | -- |
| Luogo     | C | T | C | C | T | C | T | C | C | T  | C  | T  | T  | C  | T  | C  | T  | C  | T  | C  | T  | C  | T  | C  | T  | T  | C  | T  | C  | T  | C  | T  | C  | T  | C  | T  | C  | T  |
| Risultato | V | V | N | V | N | V | V | V | V | V  | V  | P  | V  | N  | V  | V  | N  | V  | N  | N  | N  | V  | P  | V  | N  | V  | V  | V  | N  | N  | V  | V  | V  | N  | V  | P  | P  | N  |
| Posizione | 5 | 3 | 3 | 2 | 2 | 1 | 1 | 1 | 1 | 1  | 1  | 1  | 1  | 1  | 1  | 1  | 1  | 1  | 1  | 2  | 2  | 2  | 3  | 3  | 3  | 3  | 3  | 3  | 3  | 3  | 3  | 3  | 3  | 3  | 3  | 3  | 3  | 3  |

Fonte:  Classements, su lfp.fr, LFP.
Legenda:

Luogo: C = Casa; T = Trasferta. Risultato: V = Vittoria; N = Pareggio; P = Sconfitta.

### Statistiche dei giocatori
| Giocatore        | Ligue 1  | Ligue 1 | Ligue 1     | Ligue 1    | Coupe de France Coupe de la Ligue | Coupe de France Coupe de la Ligue | Coupe de France Coupe de la Ligue | Coupe de France Coupe de la Ligue | Europa League | Europa League | Europa League | Europa League | Totale   | Totale | Totale      | Totale     |
| Giocatore        | Presenze | Reti    | Ammonizioni | Espulsioni | Presenze                          | Reti                              | Ammonizioni                       | Espulsioni                        | Presenze      | Reti          | Ammonizioni   | Espulsioni    | Presenze | Reti   | Ammonizioni | Espulsioni |
| ---------------- | -------- | ------- | ----------- | ---------- | --------------------------------- | --------------------------------- | --------------------------------- | --------------------------------- | ------------- | ------------- | ------------- | ------------- | -------- | ------ | ----------- | ---------- |
| M. Balotelli     | 23       | 15      | 6           | 3          | 0+1                               | 0+1                               | 0+1                               | 0                                 | 4             | 1             | 3             | 0             | 28       | 17     | 10          | 3          |
| J. Balmy         | 0        | 0       | 0           | 0          | 0                                 | 0                                 | 0                                 | 0                                 | 0             | 0             | 0             | 0             | 0        | 0      | 0           | 0          |
| P. Baysse        | 22       | 2       | 1           | 0          | -                                 | -                                 | -                                 | -                                 | 3             | 0             | 1             | 0             | 25       | 2      | 2           | 0          |
| Y. Belhanda      | 31       | 3       | 8           | 1          | -                                 | -                                 | -                                 | -                                 | 5             | 0             | 0             | 0             | 36       | 3      | 8           | 1          |
| W. Benítez       | 3        | -1      | 0           | 0          | 1+1                               | -5                                | 0                                 | 0                                 | 1             | -1            | 0             | 0             | 6        | -7     | 0           | 0          |
| S. Benrahma      | -        | -       | -           | -          | -                                 | -                                 | -                                 | -                                 | -             | -             | -             | -             | -        | -      | -           | -          |
| M. Bodmer        | 12       | 0       | 2           | 0          | 0+1                               | 0                                 | 0                                 | 0                                 | 4             | 0             | 0             | 0             | 17       | 0      | 2           | 0          |
| O. Boscagli      | 1        | 0       | 0           | 0          | 0+1                               | 0                                 | 0+1                               | 0                                 | 2             | 0             | 1             | 0             | 4        | 0      | 2           | 0          |
| A. Bosetti       | 0        | 0       | 0           | 0          | 1+0                               | 0                                 | 0                                 | 0                                 | 1             | 1             | 0             | 0             | 2        | 1      | 0           | 0          |
| P. Burner        | 4        | 0       | 0           | 0          | 1+1                               | 0                                 | 0                                 | 0                                 | 1             | 0             | 0             | 0             | 7        | 0      | 0           | 0          |
| D. Caddy         | -        | -       | -           | -          | -                                 | -                                 | -                                 | -                                 | -             | -             | -             | -             | -        | -      | -           | -          |
| Y. Cardinale     | 36       | -35     | 1           | 0          | 0                                 | 0                                 | 0                                 | 0                                 | 5             | -10           | 2             | 0             | 41       | -45    | 3           | 0          |
| B. Constant      | -        | -       | -           | -          | -                                 | -                                 | -                                 | -                                 | -             | -             | -             | -             | -        | -      | -           | -          |
| W. Cyprien       | 29       | 8       | 2           | 0          | 1+0                               | 0                                 | 1+0                               | 0                                 | 4             | 1             | 0             | 0             | 34       | 9      | 3           | 0          |
| Dalbert          | 33       | 0       | 7           | 0          | 1+0                               | 0                                 | 0                                 | 0                                 | 4             | 0             | 2             | 0             | 38       | 0      | 9           | 0          |
| Dante            | 33       | 0       | 5           | 0          | 0+1                               | 0                                 | 0                                 | 0                                 | 5             | 0             | 1             | 0             | 39       | 0      | 6           | 0          |
| A. Donis         | 18       | 3       | 1           | 0          | 0+1                               | 0                                 | 0                                 | 0                                 | 3             | 0             | 0             | 0             | 22       | 3      | 1           | 0          |
| V. Eysseric      | 29       | 4       | 4           | 0          | -                                 | -                                 | -                                 | -                                 | 4             | 0             | 1             | 0             | 33       | 4      | 5           | 0          |
| K. Gomis         | -        | -       | -           | -          | -                                 | -                                 | -                                 | -                                 | -             | -             | -             | -             | -        | -      | -           | -          |
| M. Hassen        | 0        | 0       | 0           | 0          | -                                 | -                                 | -                                 | -                                 | 0             | 0             | 0             | 0             | 0        | 0      | 0           | 0          |
| V. Koziello      | 27       | 1       | 4           | 0          | 1+1                               | 0                                 | 0                                 | 0                                 | 5             | 0             | 1             | 0             | 34       | 1      | 5           | 0          |
| M. Le Bihan      | 10       | 3       | 0           | 0          | -                                 | -                                 | -                                 | -                                 | -             | -             | -             | -             | 10       | 3      | 0           | 0          |
| M. Le Marchand   | 10       | 0       | 1           | 0          | 1+1                               | 0                                 | 0                                 | 0                                 | 1             | 1             | 0             | 0             | 13       | 1      | 1           | 0          |
| G. Lloris        | 0        | 0       | 0           | 0          | -                                 | -                                 | -                                 | -                                 | -             | -             | -             | -             | 0        | 0      | 0           | 0          |
| A. Lusamba       | 6        | 0       | 0           | 0          | 1+1                               | 0                                 | 0                                 | 0                                 | 1             | 0             | 0             | 0             | 9        | 0      | 0           | 0          |
| V. Marcel        | 6        | 0       | 0           | 0          | 1+1                               | 0                                 | 0                                 | 0                                 | 2             | 0             | 1             | 0             | 10       | 0      | 1           | 0          |
| H. Mahou         | 0        | 0       | 0           | 0          | 1+0                               | 0                                 | 0                                 | 0                                 | 1             | 0             | 0             | 0             | 2        | 0      | 0           | 0          |
| M. Obbadi        | 6        | 0       | 2           | 0          | -                                 | -                                 | -                                 | -                                 | -             | -             | -             | -             | 6        | 0      | 2           | 0          |
| R. Perraud       | -        | -       | -           | -          | 0                                 | 0                                 | 0                                 | 0                                 | 1             | 0             | 0             | 0             | 1        | 0      | 0           | 0          |
| S. Pouplin       | 0        | 0       | 0           | 0          | 0                                 | 0                                 | 0                                 | 0                                 | -             | -             | -             | -             | 0        | 0      | 0           | 0          |
| A. Pléa          | 25       | 11      | 1           | 0          | 1+1                               | 1+1                               | 0                                 | 0                                 | 5             | 1             | 0             | 0             | 32       | 14     | 1           | 0          |
| A. Rafetraniaina | 0        | 0       | 0           | 0          | -                                 | -                                 | -                                 | -                                 | 1             | 0             | 0             | 0             | 1        | 0      | 0           | 0          |
| Ricardo Pereira  | 23       | 2       | 2           | 0          | 1+0                               | 0                                 | 0                                 | 0                                 | 5             | 0             | 0             | 0             | 29       | 2      | 2           | 0          |
| L. Rougeaux      | -        | -       | -           | -          | -                                 | -                                 | -                                 | -                                 | -             | -             | -             | -             | -        | -      | -           | -          |
| M. Sarr          | 27       | 1       | 4           | 0          | 1+0                               | 0                                 | 0                                 | 0                                 | 4             | 0             | 0             | 0             | 32       | 1      | 4           | 0          |
| J. Seri          | 34       | 6       | 3           | 0          | 0+1                               | 0                                 | 0                                 | 0                                 | 4             | 0             | 2             | 0             | 39       | 6      | 5           | 0          |
| A. Souquet       | 26       | 1       | 3           | 0          | 1+1                               | 0                                 | 0                                 | 0                                 | 3             | 0             | 0             | 0             | 31       | 1      | 3           | 0          |
| B. Srarfi        | 4        | 0       | 0           | 0          | -                                 | -                                 | -                                 | -                                 | -             | -             | -             | -             | 4        | 0      | 0           | 0          |
| W. Suaut         | -        | -       | -           | -          | -                                 | -                                 | -                                 | -                                 | -             | -             | -             | -             | -        | -      | -           | -          |
| J. Vercauteren   | 0        | 0       | 0           | 0          | -                                 | -                                 | -                                 | -                                 | 0             | 0             | 0             | 0             | 0        | 0      | 0           | 0          |
| R. Walter        | 22       | 0       | 0           | 0          | 0                                 | 0                                 | 0                                 | 0                                 | 4             | 0             | 0             | 0             | 26       | 0      | 0           | 0          |